# Partito Socialista Rivoluzionario (Russia)
Il Partito Socialista Rivoluzionario (PSR o SR, in russo Партия социалистов-революционеров, ПСР, эсеры?, Partija socialistov-revoljucionerov, PSR, ėsery) fu un partito politico russo attivo all'inizio del XX secolo.

## Storia

### Prima della Rivoluzione del 1917
Il Partito Socialista Rivoluzionario nacque nel 1902 dall'Unione Settentrionale dei Socialisti Rivoluzionari (fondata nel 1896), riunendo numerosi gruppi socialisti rivoluzionari locali che si erano formati nell'ultimo decennio dell'Ottocento, in particolare il Partito dei Lavoratori per la Liberazione Politica della Russia creato da Ekaterina Breško-Breškovskaja e Grigorij Geršuni nel 1899. Viktor Černov, editore del primo organo del partito, Revoljucionnaja Rossija (Russia rivoluzionaria), emerse come il principale teorico della formazione. Tra gli altri periodici del partito si ricordano Znamia Truda (Bandiera del Lavoro), Delo Naroda (Causa del Popolo), e Volja Naroda (Volere del Popolo). Geršuni, Breškovskaja, Andrej Argunov (1866-1939), Nikolaj Avsent'ev, Michail Goc (1866-1906), Mark Natanson (1850/51-1919), Vadim Rudnev (1874-1940), Nikolaj Rusanov (1859-1939) e Boris Savinkov furono alcuni dei principali esponenti del partito.
Il programma del PSR era sia socialista democratico sia socialista agrario e conquistò grande successo tra i piccoli contadini della Russia rurale che appoggiavano in particolare il programma di socializzazione delle terre contrapposto al programma bolscevico di nazionalizzazione delle terre. La piattaforma politica del partito socialista rivoluzionario differiva da quella del Partito Operaio Socialdemocratico Russo — di obbedienza sia bolscevica sia menscevica — per il fatto che il marxismo non era considerato l'ideologia ufficiale del partito, pur costituendo un riferimento importante per molti dei suoi capi. Il PSR sosteneva che i contadini, più che i proletari industriali, avrebbero costituito in Russia la classe rivoluzionaria. Il partito era particolarmente forte in Ucraina (dove alle elezioni per la Costituente del gennaio 1918 si presentò come partito autonomo in virtù della recentemente acquisita indipendenza del paese).

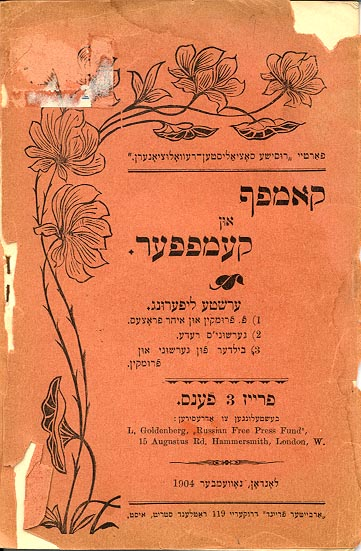
Kamf un kemfer - un pamphlet in yiddish pubblicato dal ramo del PSR in esilio a Londra nel 1904.

Il PSR nacque direttamente dai narodniki, cioè dal movimento populista russo. Con lo sviluppo economico russo degli anni novanta dell'Ottocento, esso cercò di allargare il proprio consenso per attrarre i sempre più numerosi lavoratori urbani al loro programma tradizionalmente rivolto ai contadini. L'intenzione era quella di allargare il concetto di popolo così da comprendere tutti gli elementi della società che si opponevano al regime zarista.
Il PSR svolse un ruolo attivo nella rivoluzione russa del 1905 e nei soviet di Mosca e San Pietroburgo. Nonostante il partito avesse ufficialmente boicottato la prima Duma nel 1906, 34 socialisti rivoluzionari vennero eletti, mentre 37 lo sarebbero stati nella seconda Duma nel 1907; il partito boicottò anche la terza (1907) e la quarta Duma (1912).
Il terrorismo, sia politico sia agrario, era centrale nella strategia del PSR verso la rivoluzione. L'Organizzazione di Combattimento del SR (OCSR), responsabile di attentati contro gli ufficiali di governo, fu fondato e, in origine, guidato da Geršuni, operò separatamente dal partito per non mettere in pericolo la sua azione politica. Gli agenti dell'OCSR assassinarono: due Ministri degli Interni, Dmitrij Sipjagin e Vjačeslav Pleve, uccisi rispettivamente da Stepan Balmašëv e da Egor Sozonov, il granduca Sergej Aleksandrovič, colpito a morte da Ivan Kaljaev, il governatore di Ufa Nikolaj Bogdanovič (1856-1903), eliminato da Egor Dulebov (1883/84-1908), e alcuni altri ufficiali di alto grado, senza contare i numerosi tentativi falliti.
Nel 1903 Geršuni fu tradito dal suo vice, Evno Azef, un agente della polizia segreta Ochrana, arrestato e accusato di terrorismo. Azef divenne il nuovo leader dell'OCSR, e continuò a lavorare sia per l'OCSR sia per l'Ochrana, orchestrando simultaneamente attacchi terroristici e tradimenti dei suoi compagni. Boris Savinkov ordì molte delle operazioni in campo, tra cui, il 6 maggio 1906, il tentato omicidio dell'ammiraglio Fëdor Vasil'evič Dubasov (1845-1912), che sopravvisse all'attacco, reo di aver prima represso le insurrezioni contadine nelle province ucraine e poi, nel dicembre 1905, la rivolta di Mosca.
Alla fine del 1908 un narodnik e cacciatore di spie russo, Vladimir Burcev (1862-1942), avanzò il dubbio che Azef fosse una spia della polizia. Il Comitato Centrale del partito reagì sdegnato e preparò un tribunale per processare Burcev per diffamazione. Quando Azef fu messo di fronte all'evidenza al processo e venne accusato, fuggì e lasciò il partito nello scompiglio. Il Comitato Centrale del partito, composto soprattutto da uomini vicini ad Azef, fu costretto a dimettersi. Molte organizzazioni regionali, già indebolite dalla sconfitta della rivoluzione del 1905, collassarono o divennero inattive. Il tentativo di Savinkov di ricostruire l'OCSR fallì e terminò nel 1911.

### La Rivoluzione del febbraio 1917
La Rivoluzione di febbraio permise al Partito Socialista Rivoluzionario di svolgere un ruolo politico maggiore, con la partecipazione di uno dei suoi membri, Aleksandr Kerenskij, al governo provvisorio del marzo 1917 di impronta liberale, e infine divenendo primo ministro nella coalizione socialista-liberale al governo nel luglio 1917.
Il PSR si divise tra coloro che sostenevano il Governo Provvisorio e coloro che appoggiavano i bolscevichi ed erano favorevoli ad una rivoluzione comunista. I simpatizzanti dei bolscevichi divennero noti come socialisti rivoluzionari di sinistra e uscirono dal partito che mantenne il nome "SR".
Le principali ragioni della scissione furono la guerra e la redistribuzione delle terre. L'ala sinistra, guidata da Marija Spiridonova, riteneva che la Russia avrebbe dovuto ritirarsi immediatamente, ed era delusa dal governo provvisorio che intendeva rinviare la questione dell'assegnazione delle terre fino a dopo la convocazione dell'Assemblea Costituente, anziché confiscare immediatamente i latifondi ai grandi proprietari per redistribuirli ai piccoli contadini.
Al secondo congresso dei Soviet, il 25 ottobre 1917, quando con la rivoluzione d'ottobre i bolscevichi proclamarono la deposizione del governo provvisorio di Kerenskij, la scissione del Partito Socialista Rivoluzionario divenne irreversibile. L'ala sinistra rimase al congresso e alcuni suoi esponenti vennero eletti nell'esecutivo permanente VTsIK (anche se all'inizio rifiutarono di associarsi al governo bolscevico), mentre il resto del partito e gli alleati menscevichi abbandonarono il congresso. Alla fine di novembre, la sinistra social-rivoluzionaria si unì al governo bolscevico.

### Dopo la Rivoluzione d'ottobre
Il Partito Socialista Rivoluzionario perse così il potere in seguito alla Rivoluzione d'ottobre. Tuttavia, nelle elezioni per l'Assemblea costituente, originariamente indette dal Governo provvisorio, si dimostrò il partito più popolare del Paese, ottenendo il 57% dei voti contro solo il 25% dei bolscevichi. Quando però i bolscevichi sciolsero l'assemblea, i Socialisti Rivoluzionari divennero una forza politica minoritaria. I socialisti rivoluzionari di sinistra divennero gli alleati in coalizione con i bolscevichi nel governo dei soviet, anche se rassegnarono le dimissioni in seguito alla firma del Trattato di Brest-Litovsk. Alcuni socialisti-rivoluzionari, come Jakov Bljumkin (1898-1929), si unirono al Partito Comunista.
Insoddisfatti dal Trattato di Brest-Litovsk, alcuni socialisti-rivoluzionari assassinarono l'ambasciatore tedesco in URSS, il Conte Wilhelm Mirbach.
Nel 1918 tentarono una Terza Rivoluzione Russa, che fallì portando all'arresto, detenzione, esilio ed esecuzione di capi e militanti del partito. In risposta, alcuni membri del PSR tornarono di nuovo alla violenza. Un ex-PSR, Fanja Kaplan, tentò di assassinare Lenin il 30 agosto 1918. Molti socialisti rivoluzionari combatterono con i bianchi ed i verdi nella guerra civile russa a fianco di alcuni menscevichi e altri socialisti moderati. La maggiore rivolta contro i bolscevichi fu guidata da un SR, Aleksandr Antonov. Alcuni socialisti rivoluzionari di sinistra però divennero parte integrante del Partito Comunista dell'Unione Sovietica.
Dal 1923 il partito ha aderito all'Unione dei Partiti Socialisti per l'Azione Internazionale, nota anche come Internazionale di Vienna, confluendo poi insieme ad essa, formata da varie formazioni socialdemocratiche di sinistra, nella Seconda Internazionale, dove i socialrivoluzionari russi furono attivi fino all'interruzione delle attività dell'Internazionale nel 1940.

### L'esperienza di governo: ilKomuč
Il PSR è stato un partito peculiare nella storia politica mondiale, non ha avuto analoghi programmatici né in altri luoghi né in altri tempi. Il PSR ha governato la parte occidentale della Siberia e orientale della Russia, a cavallo dei monti Urali, tra l'8 giugno ed il 18 novembre 1918, con capitale Samara. La sua autorità si estendeva ufficialmente anche alla "regione del nord" come enclave, con capoluogo regionale Arcangelo, tramite governatore subordinato. Il suo governo aveva nome Komuč ("comitato dei membri dell'assemblea costituente", in relazione all'Assemblea costituente del 18 gennaio alla quale esso si ricollega come sua continuità), si ergeva ad aspirante governo di tutte le Russie, e la bandiera nazionale era una bandiera rossa, senza simboli. I bolscevichi per questo useranno spregiativamente in riferimento al Komuč il termine "controrivoluzione democratica" (ironicamente dato che il PSR usava il termine "contro-rivoluzione" proprio in riferimento al governo di Lenin, considerando essi tale quella di ottobre che aveva scalzato quella di febbraio). Ma il 30 giugno a Omsk generali reazionari e politici liberali creano un altro governo, antagonista al Komuč, il Governo provvisorio siberiano, guidato dal cadetto Pëtr Vasil'evič Vologodskij, che non riconosce il Komuč di Samara come legittimo governo della Russia e si arroga arbitrariamente tale qualifica e decreta lo scioglimento dei Soviet. I due governi rivali non si riconoscono l'un l'altro, ed entrambi si rivendicano come l'unico governo, ma dato che i loro territori si sovrappongono (mentre la Siberia orientale è governata di fatto da svariati piccoli autocrati locali di natura cosacca), si viene a determinare così un caos istituzionale, dato che di fatto anche nella medesima città vi sono organismi (o anche singole persone) che rispondono ad uno e altri all'altro governo, rendendo di fatto impossibile l'applicazione delle rispettive leggi rinnegate dall'altro governo; tanto che mentre il Komuč sta tenendo a Samara il I Congresso dei Soviet degli operai, i delegati bolscevichi sono arrestati dal generale Galkin per ordine del Governo provvisorio siberiano, e poi liberati per ordine del Komuč.
Tale esperienza ha lasciato una legislazione civile e sociale molto avanzata per l'epoca, mai più ripresa da altri paesi o partiti politici, facendo di Samara un "laboratorio politico" molto ardito, che però scontentava le fasce conservatrici, soprattutto quelle nostalgiche dello zarismo, sostenitrici del Governo provvisorio siberiano. Come primo atto il Komuč abolisce i commissariati bolscevichi e ripristina gli organismi locali precedenti (Dume e Zemstva); sono legalizzati i partiti politici. Sanità, scuola, e mezzi di trasporto pubblici sono totalmente gratuiti, finanziati dall'erario statale o locale. Le abitazioni (di cui è abolita la proprietà privata e quindi proibita la compra-vendita) sono concesse gratuitamente (non era contemplato il pagamento di affitti per l'abitazione), costruite dalle istituzioni locali ed assegnate sulla base della necessità. In genere l'impostazione di governo del Komuč ricalcava quella del POSDR (partito comunista russo) nella versione menscevica, ma a differenza di questa il PSR prevedeva che laddove il singolo poteva far da sé, permettere l'autogestione autonoma del lavoro; ad esempio assegnando ad ogni contadino un appezzamento uguale per tutti di terreno, lasciando che egli lo autogestisca come coltivatore diretto, senza ingerenze statali (se non come semplice consulenza e organizzazione di consorzi per la suddivisione nell'utilizzo, gratuito, di macchinari in comune); idem nel piccolo commercio e nell'artigianato - l'importante per il governo del PSR era che un individuo non utilizzasse direttamente il lavoro di un altro individuo (su questo aspetto, di derivazione prettamente marxista, l'ideologia del partito era intransigente tanto quanto i bolscevichi) - assegnando i mezzi di produzione (terreni, locali, macchinari, ecc) in usufrutto al conduttore (o al consorzio tra essi) in cambio del pagamento delle tasse sotto forma di affitto fisso degli stessi (quindi non in proporzione ai redditi da essi derivanti o legato al loro effettivo utilizzo), anche semplificando così il sistema fiscale.
Sulla base delle comuni teorie fondamentali marxiste, così come il POSDR anche il PSR aborrisce come "iper-capitalismo" le forme di socializzazione dell'economia propugnate dall'anarco-sindacalismo. Difatti laddove l'attività implicasse necessariamente la collaborazione tra più individui per via delle esigenze di suddivisione del lavoro (o l'assenza di introiti: sanità, scuola, trasporti, edilizia) non permettendo così l'autogestione della propria produzione da parte del singolo, in genere le attività di grandi dimensioni, il Komuč prevedeva la medesima impostazione statalista marxista del POSDR ma sotto la forma di partecipazione statale (nella quale lo Stato funge da "azionista" ossia proprietario, benché la "partecipazione" in questione consistesse nel 100% della proprietà, ma non da amministratore) anziché di controllo diretto, lasciando la gestione in mano ai lavoratori seppur impostata nella classica forma gerarchica nell'organigramma aziendale, diversamente dalla forma "sindacalista-socializzatrice" sperimentata nei primi anni di governo dai bolscevichi (paritarietà assoluta che aveva determinato il caos, con "ogni operaio" che "vuole ergersi a dirigente" e di conseguenza "un'industria fatta solo di dirigenti, senza più operai" come aveva criticato Lenin e che aveva portato al crollo della produzione sfociato nei moti anti-sovietici dei primi mesi del 1921) e dal controllo diretto tramite caporioni (i famigerati "boiardi di Stato" tipici dell'"homo sovieticus") come era stato fatto in seguito nella Russia bolscevica, e, sempre a differenza di questa, in regime di libera concorrenza tra aziende e normale contabilità di bilancio (il PSR non ha mai previsto l'abolizione del denaro come mezzo di computo prevista invece dai bolscevichi), mettendo in circolazione (con la collaborazione del Governo provvisorio siberiano) un nuovo Rublo (detto "Rublo siberiano"), l'economia locale siberiano-uralica durante quei mesi torna a fiorire dopo il collasso subìto durante i mesi di governo bolscevico. Tuttavia l'ardita legislazione del Komuč rimase perlopiù inapplicata a causa del boicottaggio attuato da quei pubblici uffici che obbedivano alle direttive del Governo provvisorio siberiano, o per mera convenienza dei singoli cittadini: per esempio, la banca unica di Stato del Komuč (finalizzata alla sola funzione di deposito, ossia non elargiva interessi e non concedeva prestiti), pur funzionante, rimase pressoché inutilizzata poiché i cittadini preferivano depositare i loro soldi nelle banche private tenute aperte per volere del Governo provvisorio siberiano, le quali elargivano interessi elevatissimi (concorrendo così a causare un'inflazione che annullava il valore degli stessi interessi).
Il 18 agosto 1918 si tengono le I° elezioni per i Soviet nel territorio governato dal Komuč, con risultato: PSR 57,1%, partiti delle varie nazionalità 23,1%, bolscevichi 16,1%, cadetti 3,7%. Tra il 13 e 16 luglio a Čeljabinsk si tenta un accordo tra il Komuč e il governo siberiano del reazionario Vologodskij, ma lo scopo della riunione (la riunificazione dei due distinti governi anti-bolscevichi siberiani) non venne raggiunto; analogo convegno conciliatore si tiene il 23-25 agosto, sempre con un nulla di fatto, determinando la continuazione del caos istituzionale che impediva l'effettiva applicazione delle rispettive legislazioni. Il 23 settembre al congresso internazionale delle forze anti-bolsceviche incominciato a Ufa l'8, come ultimo tentativo di formare un unico governo russo anti-bolscevico viene creato il Governo provvisorio panrusso, dall'unione del reazionario Governo provvisorio siberiano con quello progressista del Komuč, che sancisce la nascita dello Stato russo con Avksent'ev (presidente dell'"Unione di rinascita della Russia" ed ex presidente del Consiglio provvisorio della Repubblica russa) presidente del "Consiglio direttivo" o "Direttorio di Ufa": Avksent'ev (PSR), Vladimir Zenzinov (PSR), Vasilij Georgievič Boldyrev (Unione di rinascita della Russia), Vasilij Vinogradov (cadetto), Vologodskij (Governo provvisorio siberiano); tra l'altro viene dichiarato nullo il trattato di Brest-Litovsk comportando quindi (più atto simbolico che effettivo) la continuazione della guerra contro gli Imperi centrali. Il 3 ottobre 1918 Samara è presa dai bolscevichi. Il governo del Komuč ebbe termine di fatto il 18 novembre 1918, quando un colpo di stato attuato dalla cricca del "Centrosibir" dei ministri reazionari Michajlov, Georgij Hins, Nikolaj Petrov Antonov, Georgij Gustavovič Telberg fa cadere il Governo provvisorio panrusso (nato il 3 dallo scioglimento del "Direttorio di Ufa" di Avksent'ev che comprendeva le aree di fatto ancora governate dal Komuč) ed instaura la dittatura personale di Aleksandr Vasil'evič Kolčak (ministro della guerra del Governo provvisorio panrusso, uno dei pochi militari nostalgici zaristi ad aver aderito ai bianchi anziché ai bolscevichi - ma la vera eminenza grigia del golpe è il perfido reazionario Michajlov, già ministro delle finanze) sullo Stato russo arrestando Avksent'ev e gli altri membri di governo (comprendente i membri del Komuč), che il 20 saranno messi su un treno diretto in Cina: il PSR scompare per la seconda volta (la prima fu dopo lo scioglimento dell'Assemblea Costituente nel gennaio). Il generale francese Janin dice che si tratta di un golpe filo-britannico organizzato dall'attaché Alfred Knox, da sempre oppostosi al governo progressista del Komuč. Come primo atto il dittatore Kolčak a nome della giunta golpista annuncia il riconoscimento del debito estero dell'ex Impero zarista che era stato annullato da Lenin il 3 febbraio e che anche il Komuč non aveva mai inteso riconoscere; proclama anche la restituzione ai precedenti proprietari delle imprese e delle terre espropriate dai bolscevichi durante i mesi di loro governo (la parte di impostazione di stampo marxista che il Komuč aveva intenzione di non modificare).

### Dopo la caduta delKomuč
Il periodo successivo al golpe di Kolčak è molto travagliato. In sua conseguenza il 27 novembre Lenin riapre l'ingresso nei soviet ad altri partiti: in conseguenza di ciò dal PSR si scinde il gruppo "Narod", guidato da Volskij (ex presidente del governo del Komuč), che decide di partecipare alla politica nella Russia bolscevica; lo stesso fa il Partito Comunista Rivoluzionario, fondato il 28 settembre dal vecchio Natanson e dai membri del "PSR di sinistra" scampati al "terrore rosso" ed al successivo processo di novembre che l'ha scompaginato - Natanson viene anche ammesso come membro al Vcik ed al suo Presidium. 
Il 3 dicembre a Ufa (appena conquistata dai bolscevichi) il bolscevico siberiano Boris Šumjackij chiede invano a Lenin la formazione di un "fronte unico democratico-repubblicano" con i membri del Komuč ed i menscevichi (che si sono schierati a favore dei bolscevichi già dal 14 novembre).
Il 22 dicembre a Omsk avviene una breve rivolta bolscevica e menscevica alla quale partecipa anche il PSR contro la dittatura di Kolčak; subito repressa, il PSR scompare dalla Siberia.
Il 6-9 febbraio 1919 il V congresso del PSR avalla la decisione di alleanza coi bolscevichi, ed il 25 sulla base del decreto del 27 novembre 1918 viene legalizzato; il PSR quindi, scomparso in Siberia dopo la rivolta del 22 dicembre, ricompare così ora legittimamente nella Russia bolscevica (dal 20 marzo riprendono le pubblicazioni del suo giornale "delo naroda"); in conseguenza di ciò l'esercito popolare del Komuč si scinde ufficialmente dal bianco "Esercito Russo del fronte orientale" e si unisce all'Armata Rossa, ma dal novembre 1919, sventato il pericolo bianco in seguito alla sconfitta di Kolčak dopo lo sfondamento dell'ottobre-novembre (grande marcia nel ghiaccio siberiano), PSR e menscevichi, ora così divenuti inutili ai bolscevichi, ricominciano ad essere da essi perseguitati. Il 23 dicembre ha luogo un colpo di stato anti-Kolčak a Krasnojarsk, a seguito del quale il generale Zinevič trasferisce il potere al "Comitato di pubblica sicurezza", facente riferimento al "Centro Politico", organismo egemonizzato dal PSR e di fatto erede del Komuč. Per cui tra dicembre 1919 e gennaio 1920 si ha un'effimera rinascita del Komuč come Centro Politico basato a Krasnoyarsk. Il suo Esercito popolare rivoluzionario (comandato ora dal capitano di stato maggiore Kalashnikov) dal 24 assedia Irkutsk, che viene presa il 5 gennaio. Il 7 gennaio l'Armata Rossa prende Krasnojarsk, per cui sede del Centro politico diventa Irkutsk. Il 14 gennaio Kolčak nella sua fuga giunge a Irkutsk, dove è tratto in arresto dai cechi e consegnato al "centro politico" su ordine del generale francese Janin. Il 20 gennaio, in considerazione della futilità di impedirlo, Irkutsk viene spontaneamente consegnata dal "centro politico" ai bolscevichi locali del "Comitato militare rivoluzionario" di Aleksandr Širjamov. Cessa così anche questo effimero secondo governo del PSR. Il 7 febbraio a Irkutsk avviene la fucilazione dell'ammiraglio Kolčak ad opera dei bolscevichi locali. Il 7 marzo l'Armata Rossa entra a Irkutsk.
Il 2 giugno 1920 dopo la battaglia di Boryspil' quasi l'intera Ucraina è occupata brevemente dall'esercito polacco: il pericolo fa risorgere il patriottismo russo, per cui molti membri del PSR, anche spinti da un'amnistia indetta per l'occasione da Lenin per chiunque avesse aderito al bolscevismo (viene emessa una circolare della Čeka contro PSR e menscevichi che ancora non avessero aderito al bolscevismo), si schierano da ora con loro.
Il 25-27 settembre si svolge a Mosca clandestinamente il VI Congresso del PSR, che sull'onda della rivolta contadina nota come "antonovščina" decide la ripresa della lotta contro il bolscevismo dopo la sua virata pro-bolscevica di giugno - a ottobre recalcitrerà ri-proibendo ai suoi membri azioni contro il governo bolscevico.
Tra il 8-21 gennaio 1921 in relazione alla catastrofica situazione economica russa, si svolge una riunione dei membri del Komuč "in esilio", propedeutica a subentrare al governo di Lenin prevedendone un imminente crollo. Il 24 febbraio Lenin lancia una furiosa invettiva contro "il banditismo kulako" a suo dire fomentato dagli esuli del PSR; il 25 in seguito agli scioperi operai ("crisi del combustibile") che per l'intero mese hanno scombussolato Pietrogrado e Mosca è proclamato lo stato d'assedio a Pietrogrado e il 28 sono eseguite dalla Čeka retate di membri del PSR. L'8 marzo dall'esilio giunge a Tallinn (Estonia) Victor Černov (capo del PSR, esule da settembre 1920) pronto a prendere le redini della rivolta di Pietrogrado e Kronstadt, suscitando l'indignazione degli stessi rivoltosi (i quali sono ben lungi dal condividere i propositi del PSR: loro scopo è unicamente, nella parafrasi leniniana, rispettivamente per ciascuno di essi, "diventare ognuno dirigente di azienda"): il PSR è reso nuovamente e definitivamente illegale, i suoi membri in Russia arrestati.
Il 10 maggio 1922 Trozky si oppone ad un eventuale legalizzazione del PSR e del partito menscevico.

### Il processo
L'8 giugno 1922 al Supremo Tribunale Rivoluzionario a Mosca si apre il processo contro la dirigenza del PSR (chiamati dai sovietici "Socialisti Rivoluzionari di Destra" per distinguerli dall'ala sinistra che era stata repressa e scomparsa nell'autunno 1918 col "terrore rosso"). Il più famoso tra gli imputati è Abram Goc (colui che tra l'altro a Pietrogrado guidò la rivolta anti-bolscevica nell'immediato della rivoluzione); gli imputati sono accusati di aver violato un nuovo codice penale entrato in vigore solo il 1º giugno 1922 (il primo codice penale dell'RSFS russa), cioè ben dopo che i presunti crimini controrivoluzionari erano stati commessi. Il processo, accuratamente preparato da Lenin a partire dal 28 dicembre 1921, finalizzato a delegittimare pubblicamente gli imputati, assume la forma di una farsa sullo stile degli spettacoli agit-prop; le condanne a morte emesse dal verdetto del 7 agosto sono poi sospese (con la condizionale che il PSR cessi l'attività anti-bolscevica) nonostante l'insistenza di Lenin per l'esecuzione (gli imputati saranno tutti liberati poco dopo la sua morte). Nel marzo del 1923 un congresso segreto dei membri residui del PSR decide lo scioglimento definitivo del partito, ma alcuni continueranno l'attività all'estero anche negli anni seguenti.

## Programma politico

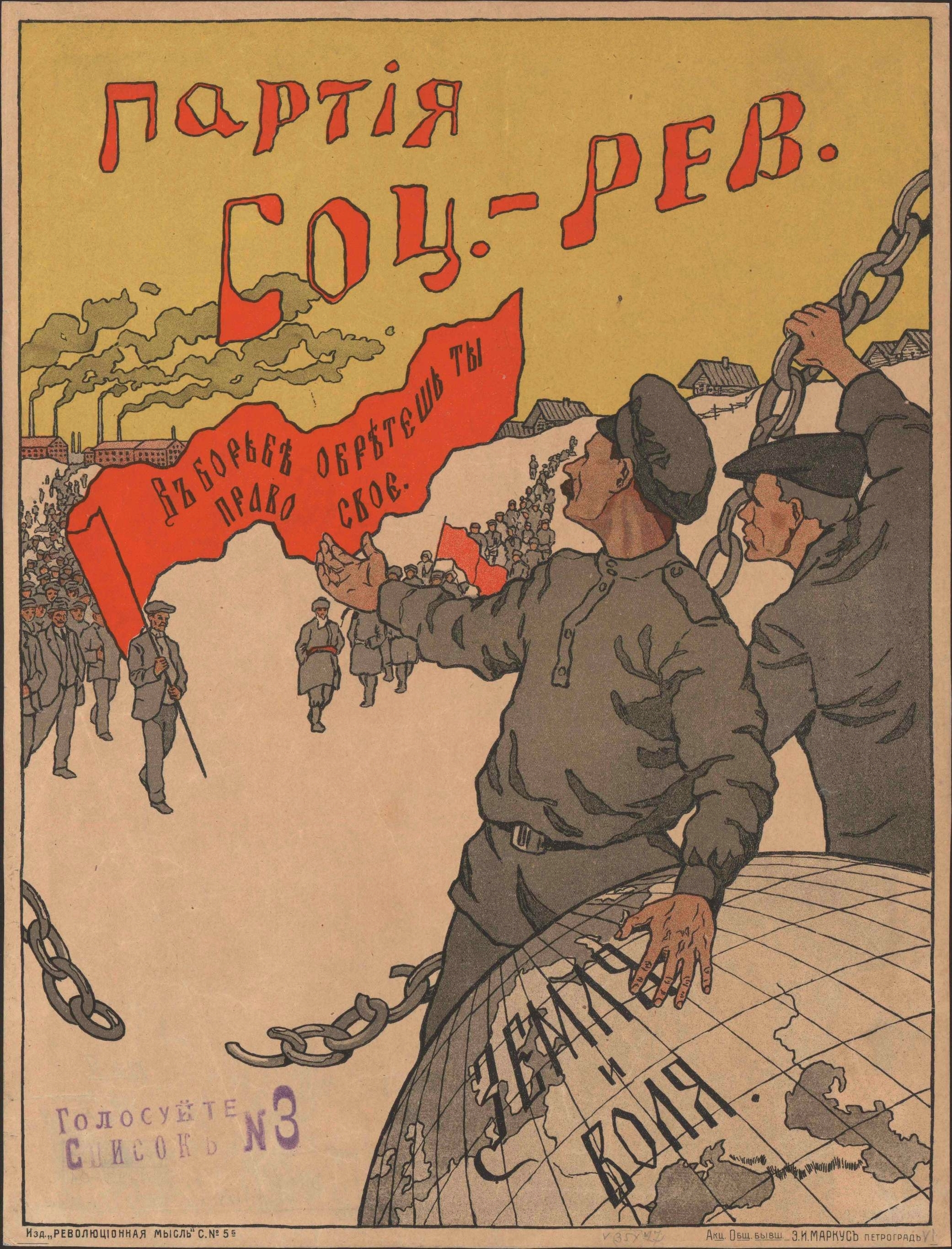
Manifesto elettorale del Partito Socialista Rivoluzionario, 1917. Nella didascalia in rosso si legge "партия соц-рев" (in russo), abbreviazione per Partito dei Socialisti Rivoluzionari

- Abolizione delle distinzioni e dei privilegi di casta; piena libertà di coscienza e di parola, di stampa, di riunione e di associazione; libertà di sciopero; inviolabilità della persona e del domicilio; trasferimento del potere legislativo alle istituzioni rappresentative popolari, da eleggersi tramite il diritto elettorale esteso a tutti i cittadini, senza distinzione di sesso, di religione, di nazionalità, sulla base del suffragio diretto, a scrutinio segreto.
- Creazione, su questa base, di una repubblica democratica con larga autonomia delle regioni e delle comunità tanto urbane che rurali; possibilità di una larga applicazione dei rapporti federativi tra le differenti nazionalità e riconoscimento del loro diritto imprescrittibile all'autodeterminazione.
- Indipendenza del potere giudiziario.
- Responsabilità dei pubblici funzionari di ogni grado di fronte al popolo.
- Ampia legislatura industriale a tutela della vita, della salute e dell'indipendenza degli operai, giornata lavorativa di otto ore, o anche meno; abolizione delle imposte indirette sui beni di prima necessità; tassazione progressiva sul reddito della proprietà fondiaria e immobiliare.
- Soppressione dell'esercito permanente e trasformazione di esso in una milizia popolare.[5]

Il programma contemplava la necessità della propaganda tra gli studenti e nell'ambiente operaio, data l'arretratezza dei contadini, ma non riconoscevano al proletariato la funzione egemonica assegnatogli dal marxismo, sottolineando l'identità di interessi fra tutte le classi lavoratrici.
Tuttavia, la propaganda doveva servire solo ad avviare i contatti con i vari strati sociali e, quando questo fine fosse stato raggiunto, occorreva passare alla lotta frontale contro l'autocrazia, rispondendo alla violenza governativa con l'eliminazione dei suoi elementi più dannosi e influenti, per costringere il potere alla resa.